# Élections générales espagnoles de 2015 en Andalousie
Les élections générales espagnoles de 2015 (en espagnol : Elecciones generales de España de 2015) se sont tenues le dimanche 20 décembre 2015 afin d'élire les 350 députés et 208 des 266 sénateurs de la XIe législature des Cortes Generales. 61 députés sont élus en Andalousie (un de plus que lors du dernier scrutin).

## Résultats

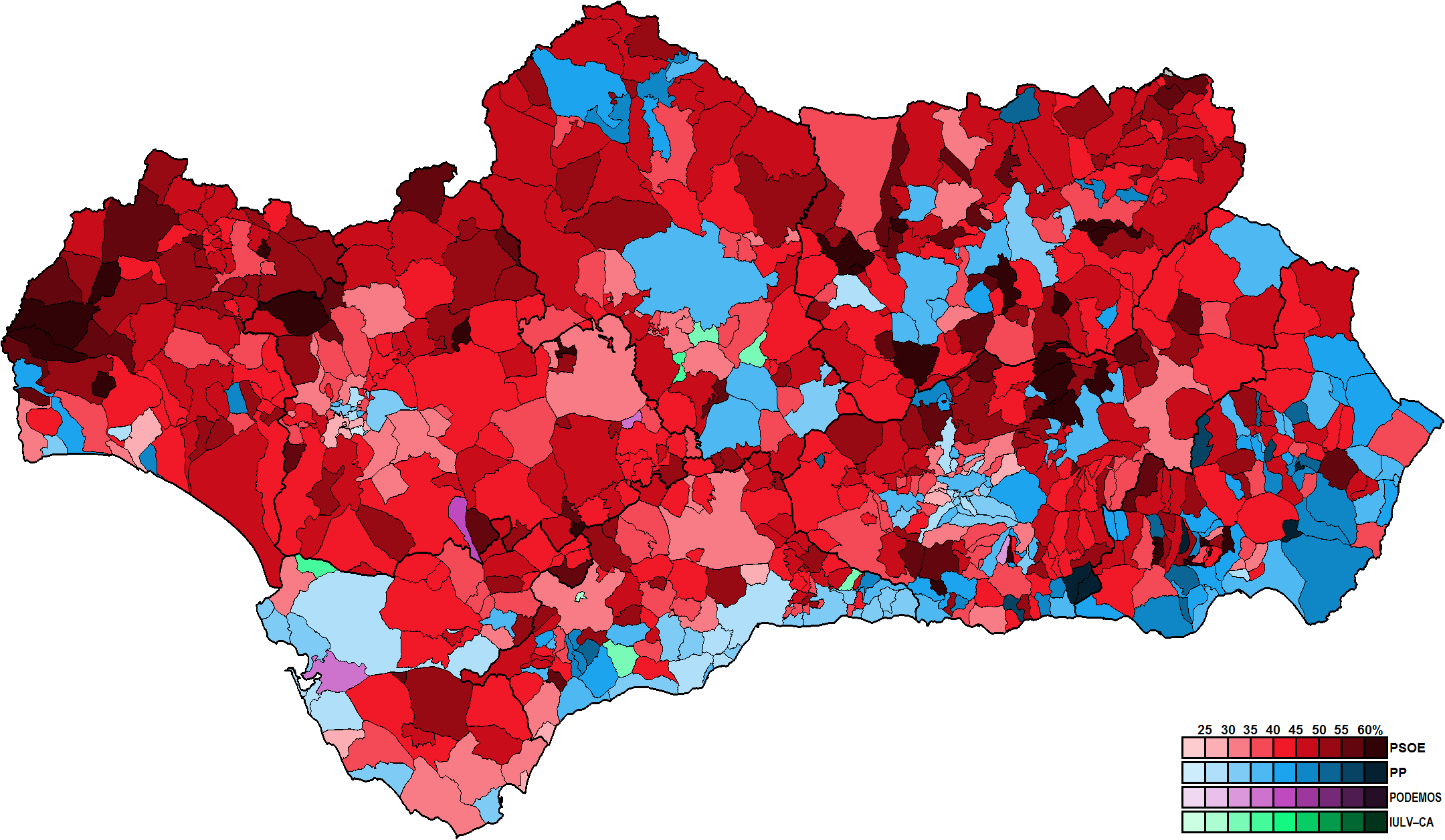
Résultats par commune.

| Parti                  | Parti                                                   | Voix      | %     | +/-   | Sièges | +/-           |
| ---------------------- | ------------------------------------------------------- | --------- | ----- | ----- | ------ | ------------- |
|                        | Parti socialiste ouvrier espagnol (PSOE)                | 1 402 393 | 31,50 | 5,10  | 22     | 3             |
|                        | Parti populaire (PP)                                    | 1 294 293 | 29,08 | 16,49 | 21     | 12            |
|                        | Podemos                                                 | 752 367   | 16,90 | Nv.   | 10     | 10            |
|                        | Ciudadanos (Cs)                                         | 613 447   | 13,78 | Nv.   | 8      | 8             |
|                        | Gauche unie de l'Andalousie (IULV-CA-UP)                | 257 019   | 5,77  | 2,50  | 0      | 2             |
|                        | Parti animaliste contre la maltraitance animale (PACMA) | 40 879    | 0,92  | 0,74  | 0      | en stagnation |
|                        | Union, progrès et démocratie (UPyD)                     | 23 179    | 0,52  | 4,25  | 0      | en stagnation |
|                        | Vox                                                     | 9 005     | 0,20  | Nv.   | 0      | en stagnation |
|                        | Recortes Cero-Grupo Verde (RC-LV)                       | 5 676     | 0,13  | Nv.   | 0      | en stagnation |
|                        | Parti communiste des peuples d'Espagne (PCPE)           | 5 388     | 0,12  | 0,01  | 0      | en stagnation |
|                        | Parti communiste ouvrier espagnol (PCOE)                | 1 909     | 0,04  | Nv.   | 0      | en stagnation |
|                        | Autres partis                                           | 8 239     | 0,19  | -     | 0      | -             |
|                        | Vote blanc                                              | 37 729    | 0,85  | 0,37  |        |               |
|                        |                                                         |           |       |       |        |               |
| Suffrages exprimés     | Suffrages exprimés                                      | 4 451 503 | 99,06 |       |        |               |
| Votes nuls             | Votes nuls                                              | 42 319    | 0,94  |       |        |               |
| Total                  | Total                                                   | 4 493 822 | 100   | -     | 61     | 1             |
| Abstention             | Abstention                                              | 2 011 444 | 30,92 |       |        |               |
| Inscrits/Participation | Inscrits/Participation                                  | 6 505 266 | 69,08 |       |        |               |

### Résultats par provinces

#### Almería
| Parti                  | Parti                                                   | Voix    | %     | +/-   | Sièges | +/-           |
| ---------------------- | ------------------------------------------------------- | ------- | ----- | ----- | ------ | ------------- |
|                        | Parti populaire (PP)                                    | 117 635 | 37,96 | 19,64 | 2      | 2             |
|                        | Parti socialiste ouvrier espagnol (PSOE)                | 89 434  | 28,86 | 1,02  | 2      | en stagnation |
|                        | Ciudadanos (Cs)                                         | 44 494  | 14,36 | Nv.   | 1      | 1             |
|                        | Podemos                                                 | 39 780  | 12,84 | Nv.   | 1      | 1             |
|                        | Gauche unie de l'Andalousie (IULV-CA-UP)                | 10 828  | 3,49  | 1,77  | 0      | en stagnation |
|                        | Parti animaliste contre la maltraitance animale (PACMA) | 2 126   | 0,69  | Nv.   | 0      | en stagnation |
|                        | Union, progrès et démocratie (UPyD)                     | 1 532   | 0,49  | 3,42  | 0      | en stagnation |
|                        | Vox                                                     | 558     | 0,18  | Nv.   | 0      | en stagnation |
|                        | Phalange enspagnole (FE-JONS)                           | 343     | 0,11  | Nv.   | 0      | en stagnation |
|                        | Parti communiste des peuples d'Espagne (PCPE)           | 318     | 0,10  | Nv.   | 0      | en stagnation |
|                        | Recortes Cero-Grupo Verde (RC-GV)                       | 297     | 0,10  | Nv.   | 0      | en stagnation |
|                        | Pour un monde + juste (PUM+J)                           | 176     | 0,06  | 0,06  | 0      | en stagnation |
|                        | Démocratie nationale (DN0                               | 164     | 0,05  | 0,11  | 0      | en stagnation |
|                        | Vote blanc                                              | 2 211   | 0,71  | 0,41  |        |               |
|                        |                                                         |         |       |       |        |               |
| Suffrages exprimés     | Suffrages exprimés                                      | 309 896 | 99,23 |       |        |               |
| Votes nuls             | Votes nuls                                              | 2 419   | 0,77  |       |        |               |
| Total                  | Total                                                   | 312 315 | 100   | -     | 6      | en stagnation |
| Abstention             | Abstention                                              | 177 877 | 36,29 |       |        |               |
| Inscrits/Participation | Inscrits/Participation                                  | 490 192 | 63,71 |       |        |               |

#### Cadix
| Parti                  | Parti                                                   | Voix    | %     | +/-   | Sièges | +/-           |
| ---------------------- | ------------------------------------------------------- | ------- | ----- | ----- | ------ | ------------- |
|                        | Parti socialiste ouvrier espagnol (PSOE)                | 180 895 | 27,98 | 4,79  | 3      | en stagnation |
|                        | Parti populaire (PP)                                    | 179 319 | 27,74 | 19,32 | 3      | 2             |
|                        | Podemos                                                 | 130 734 | 20,22 | Nv.   | 2      | 2             |
|                        | Ciudadanos (Cs)                                         | 94 962  | 14,69 | Nv.   | 1      | 1             |
|                        | Guahce unie de l'Andalousie (IULV-CA-UP)                | 38 881  | 6,01  | 2,74  | 0      | en stagnation |
|                        | Parti animaliste contre la maltraitance animale (PACMA) | 7 591   | 1,17  | 0,71  | 0      | en stagnation |
|                        | Union, progrès et démocratie (UPyD)                     | 3 637   | 0,56  | 4,24  | 0      | en stagnation |
|                        | Vox                                                     | 1 493   | 0,23  | Nv.   | 0      | en stagnation |
|                        | Recortes Cero-Grupo Verde (RC-GV)                       | 1 042   | 0,16  | Nv.   | 0      | en stagnation |
|                        | Parti communiste des peuples d'Espagne (PCPE)           | 780     | 0,12  | 0,05  | 0      | en stagnation |
|                        | Parti libertarien (P-LIB)                               | 422     | 0,07  | Nv.   | 0      | en stagnation |
|                        | Vote blanc                                              | 6 781   | 1,05  | 0,32  |        |               |
|                        |                                                         |         |       |       |        |               |
| Suffrages exprimés     | Suffrages exprimés                                      | 646 537 | 99,10 |       |        |               |
| Votes nuls             | Votes nuls                                              | 5 863   | 0,90  |       |        |               |
| Total                  | Total                                                   | 652 400 | 100   | -     | 9      | 1             |
| Abstention             | Abstention                                              | 341 218 | 34,34 |       |        |               |
| Inscrits/Participation | Inscrits/Participation                                  | 993 618 | 65,66 |       |        |               |

#### Cordoue
| Parti                  | Parti                                                   | Voix    | %     | +/-           | Sièges | +/-           |
| ---------------------- | ------------------------------------------------------- | ------- | ----- | ------------- | ------ | ------------- |
|                        | Parti socialiste ouvrier espagnol (PSOE)                | 149 851 | 32,04 | 4,31          | 2      | 1             |
|                        | Parti populaire (PP)                                    | 142 101 | 30,39 | 14,22         | 2      | 1             |
|                        | Podemos                                                 | 68 740  | 14,70 | Nv.           | 1      | 1             |
|                        | Ciudadanos (Cs)                                         | 55 812  | 11,93 | Nv.           | 1      | 1             |
|                        | Gauche unie de l'Andalousie (IULV-CA-UP)                | 37 650  | 8,05  | 1,78          | 0      | en stagnation |
|                        | Parti animaliste contre la maltraitance animale (PACMA) | 3 529   | 0,75  | Nv.           | 0      | en stagnation |
|                        | Union, progrès et démocratie (UPyD)                     | 2 069   | 0,44  | 3,40          | 0      | en stagnation |
|                        | Parti communiste des peuples d'Espagne (PCPE)           | 876     | 0,19  | 0,02          | 0      | en stagnation |
|                        | Parti communiste ouvrier espagnol (PCOE)                | 813     | 0,17  | Nv.           | 0      | en stagnation |
|                        | Sièges en blanc (EB)                                    | 631     | 0,13  | 0,25          | 0      | en stagnation |
|                        | Recortes Cero-Grupo Verde (RC-GV)                       | 605     | 0,13  | Nv.           | 0      | en stagnation |
|                        | Phalange espagnole (FE-JONS)                            | 494     | 0,11  | en stagnation | 0      | en stagnation |
|                        | Vote blanc                                              | 4 481   | 0,96  | 0,42          |        |               |
|                        |                                                         |         |       |               |        |               |
| Suffrages exprimés     | Suffrages exprimés                                      | 467 652 | 98,93 |               |        |               |
| Votes nuls             | Votes nuls                                              | 5 044   | 1,07  |               |        |               |
| Total                  | Total                                                   | 472 696 | 100   | -             | 6      | en stagnation |
| Abstention             | Abstention                                              | 179 031 | 27,47 |               |        |               |
| Inscrits/Participation | Inscrits/Participation                                  | 651 727 | 72,53 |               |        |               |

#### Grenade
| Parti                  | Parti                                                   | Voix    | %     | +/-   | Sièges | +/-           |
| ---------------------- | ------------------------------------------------------- | ------- | ----- | ----- | ------ | ------------- |
|                        | Parti populaire (PP)                                    | 158 693 | 31,10 | 15,64 | 3      | 1             |
|                        | Parti socialiste ouvrier espagnol (PSOE)                | 158 027 | 30,97 | 5,56  | 2      | 1             |
|                        | Podemos                                                 | 83 650  | 16,39 | Nv.   | 1      | 1             |
|                        | Ciudadanos (Cs)                                         | 70 845  | 13,88 | Nv.   | 1      | 1             |
|                        | Gauche unie de l'Andalousie (IULV-CA-UP)                | 26 022  | 5,10  | 2,83  | 0      | en stagnation |
|                        | Parti animaliste contre la maltraitance animale (PACMA) | 3 843   | 0,75  | 0,48  | 0      | en stagnation |
|                        | Union, progrès et démocratie (UPyD)                     | 2 697   | 0,53  | 4,63  | 0      | en stagnation |
|                        | Vox                                                     | 1 245   | 0,24  | Nv.   | 0      | en stagnation |
|                        | Parti communiste des peuples d'Espagne (PCPE)           | 696     | 0,14  | 0,03  | 0      | en stagnation |
|                        | Recortes Cero-Grupo Verde (RC-GV)                       | 638     | 0,13  | Nv.   | 0      | en stagnation |
|                        | Pour un monde + juste (PUM+J)                           | 445     | 0,09  | 0,02  | 0      | en stagnation |
|                        | Vote blanc                                              | 3 442   | 0,67  | 0,37  |        |               |
|                        |                                                         |         |       |       |        |               |
| Suffrages exprimés     | Suffrages exprimés                                      | 510 243 | 99,18 |       |        |               |
| Votes nuls             | Votes nuls                                              | 4 235   | 0,82  |       |        |               |
| Total                  | Total                                                   | 514 478 | 100   | -     | 7      | en stagnation |
| Abstention             | Abstention                                              | 233 711 | 31,24 |       |        |               |
| Inscrits/Participation | Inscrits/Participation                                  | 748 189 | 68,76 |       |        |               |

#### Huelva
| Parti                  | Parti                                                   | Voix    | %     | +/-   | Sièges | +/-           |
| ---------------------- | ------------------------------------------------------- | ------- | ----- | ----- | ------ | ------------- |
|                        | Parti socialiste ouvrier espagnol (PSOE)                | 95 637  | 36,91 | 3,63  | 2      | en stagnation |
|                        | Parti populaire (PP)                                    | 74 353  | 28,70 | 15,19 | 2      | 1             |
|                        | Podemos                                                 | 39 435  | 15,22 | Nv.   | 1      | 1             |
|                        | Ciudadanos (Cs)                                         | 30 776  | 11,88 | Nv.   | 0      | en stagnation |
|                        | Gauche unie de l'Andalousie (IULV-CA-UP)                | 11 786  | 4,55  | 2,48  | 0      | en stagnation |
|                        | Parti animaliste contre la maltraitance animale (PACMA) | 2 385   | 0,92  | 0,61  | 0      | en stagnation |
|                        | Union, progrès et démocratie (UPyD)                     | 1 014   | 0,39  | 3,04  | 0      | en stagnation |
|                        | Vox                                                     | 460     | 0,18  | Nv.   | 0      | en stagnation |
|                        | Recortes Cero-Grupo Verde (RC-GV)                       | 336     | 0,13  | Nv.   | 0      | en stagnation |
|                        | Parti communiste des peuples d'Espagne (PCPE)           | 307     | 0,12  | 0,05  | 0      | en stagnation |
|                        | Démocratie nationale (DN)                               | 192     | 0,07  | 0,04  | 0      | en stagnation |
|                        | Vote blanc                                              | 2 409   | 0,93  | 0,36  |        |               |
|                        |                                                         |         |       |       |        |               |
| Suffrages exprimés     | Suffrages exprimés                                      | 259 090 | 98,83 |       |        |               |
| Votes nuls             | Votes nuls                                              | 3 061   | 1,17  |       |        |               |
| Total                  | Total                                                   | 262 151 | 100   | -     | 5      | en stagnation |
| Abstention             | Abstention                                              | 134 264 | 33,87 |       |        |               |
| Inscrits/Participation | Inscrits/Participation                                  | 396 415 | 66,13 |       |        |               |

#### Jaén
| Parti                  | Parti                                                   | Voix    | %     | +/-   | Sièges | +/-           |
| ---------------------- | ------------------------------------------------------- | ------- | ----- | ----- | ------ | ------------- |
|                        | Parti socialiste ouvrier espagnol (PSOE)                | 148 511 | 38,33 | 2,65  | 3      | en stagnation |
|                        | Parti populaire (PP)                                    | 121 984 | 31,48 | 13,96 | 2      | 1             |
|                        | Podemos                                                 | 48 640  | 12,55 | Nv.   | 0      | en stagnation |
|                        | Ciudadanos (Cs)                                         | 41 398  | 10,68 | Nv.   | 0      | en stagnation |
|                        | Gauche unie de l'Andalousie (IULV-CA-UP)                | 16 771  | 4,33  | 2,62  | 0      | en stagnation |
|                        | Parti animaliste contre la maltraitance animale (PACMA) | 2 543   | 0,66  | Nv.   | 0      | en stagnation |
|                        | Union, progrès et démocratie (UPyD)                     | 1 287   | 0,33  | 3,07  | 0      | en stagnation |
|                        | Citoyens libres unis (CILUS)                            | 1 189   | 0,31  | Nv.   | 0      | en stagnation |
|                        | Vox                                                     | 715     | 0,18  | Nv.   | 0      | en stagnation |
|                        | Andalous de Jaen unis (AJU)                             | 711     | 0,18  | Nv.   | 0      | en stagnation |
|                        | Parti communiste des peuples d'Espagne (PCPE)           | 469     | 0,12  | 0,12  | 0      | en stagnation |
|                        | Recortes Cero-Grupo Verde (RC-GV)                       | 371     | 0,10  | Nv.   | 0      | en stagnation |
|                        | Solidarité et autogestion internationaliste (SAIn)      | 198     | 0,05  | 0,06  | 0      | en stagnation |
|                        | Vote blanc                                              | 2 713   | 0,70  | 0,32  |        |               |
|                        |                                                         |         |       |       |        |               |
| Suffrages exprimés     | Suffrages exprimés                                      | 387 500 | 99,01 |       |        |               |
| Votes nuls             | Votes nuls                                              | 3 886   | 0,99  |       |        |               |
| Total                  | Total                                                   | 391 386 | 100   | -     | 5      | 1             |
| Abstention             | Abstention                                              | 142 362 | 26,67 |       |        |               |
| Inscrits/Participation | Inscrits/Participation                                  | 533 748 | 73,33 |       |        |               |

#### Málaga
| Parti                  | Parti                                                   | Voix      | %     | +/-   | Sièges | +/-           |
| ---------------------- | ------------------------------------------------------- | --------- | ----- | ----- | ------ | ------------- |
|                        | Parti populaire (PP)                                    | 224 745   | 28,94 | 20,72 | 4      | 2             |
|                        | Parti socialiste ouvrier espagnol (PSOE)                | 108 896   | 26,90 | 4,69  | 3      | en stagnation |
|                        | Podemos                                                 | 132 980   | 17,12 | Nv.   | 2      | 2             |
|                        | Ciudadanos (Cs)                                         | 132 586   | 17,07 | Nv.   | 2      | 2             |
|                        | Gauche unie de l'Andalousie (IULV-CA-UP)                | 52 772    | 6,80  | 2,22  | 0      | 1             |
|                        | Parti animaliste contre la maltraitance animale (PACMA) | 8 886     | 1,14  | 0,74  | 0      | en stagnation |
|                        | Union, progrès et démocratie (UPyD)                     | 4 522     | 0,58  | 5,03  | 0      | en stagnation |
|                        | Vox                                                     | 1 817     | 0,23  | Nv.   | 0      | en stagnation |
|                        | Parti communiste des peuples d'Espagne (PCPE)           | 1 029     | 0,13  | 0,02  | 0      | en stagnation |
|                        | Recortes Cero-Grupo Verde (RC-GV)                       | 974       | 0,13  | Nv.   | 0      | en stagnation |
|                        | Málaga pour le Oui (mlgXSÍ)                             | 934       | 0,12  | Nv.   | 0      | en stagnation |
|                        | Autres partis                                           | 699       | 0,09  | -     | 0      | -             |
|                        | Vote blanc                                              | 5 724     | 0,74  | 0,42  |        |               |
|                        |                                                         |           |       |       |        |               |
| Suffrages exprimés     | Suffrages exprimés                                      | 776 564   | 99,16 |       |        |               |
| Votes nuls             | Votes nuls                                              | 6 594     | 0,84  |       |        |               |
| Total                  | Total                                                   | 783 158   | 100   | -     | 11     | 1             |
| Abstention             | Abstention                                              | 377 058   | 32,50 |       |        |               |
| Inscrits/Participation | Inscrits/Participation                                  | 1 160 216 | 67,50 |       |        |               |

#### Séville
| Parti                  | Parti                                                   | Voix      | %     | +/-   | Sièges | +/-           |
| ---------------------- | ------------------------------------------------------- | --------- | ----- | ----- | ------ | ------------- |
|                        | Parti socialiste ouvrier espagnol (PSOE)                | 371 142   | 33,92 | 7,80  | 5      | 1             |
|                        | Parti populaire (PP)                                    | 275 463   | 25,18 | 13,50 | 3      | 2             |
|                        | Podemos                                                 | 208 408   | 19,05 | Nv.   | 2      | 2             |
|                        | Ciudadanos (Cs)                                         | 142 574   | 13,03 | Nv.   | 2      | 2             |
|                        | Gauche unie de l'Andalousie (IULV-CA-UP)                | 62 309    | 5,70  | 2,93  | 0      | 1             |
|                        | Parti animaliste contre la maltraitance animale (PACMA) | 9 976     | 0,91  | Nv.   | 0      | en stagnation |
|                        | Union, progrès et démocratie (UPyD)                     | 6 421     | 0,59  | 4,93  | 0      | en stagnation |
|                        | Vox                                                     | 2 717     | 0,25  | Nv.   | 0      | en stagnation |
|                        | Recortes Cero-Grupo Verde (RC-GV)                       | 1 413     | 0,13  | Nv.   | 0      | en stagnation |
|                        | Parti communiste ouvrier espagnol (PCOE)                | 1 096     | 0,10  | Nv.   | 0      | en stagnation |
|                        | Autres partis                                           | 2 534     | 0,23  | -     | 0      | -             |
|                        | Vote blanc                                              | 9 968     | 0,91  | 0,37  |        |               |
|                        |                                                         |           |       |       |        |               |
| Suffrages exprimés     | Suffrages exprimés                                      | 1 094 021 | 98,99 |       |        |               |
| Votes nuls             | Votes nuls                                              | 11 217    | 1,01  |       |        |               |
| Total                  | Total                                                   | 1 105 238 | 100   | -     | 12     | en stagnation |
| Abstention             | Abstention                                              | 425 923   | 27,82 |       |        |               |
| Inscrits/Participation | Inscrits/Participation                                  | 1 531 161 | 72,18 |       |        |               |